# Cerithiopsis diadema
Cerithiopsis diadema là một loài ốc biển, động vật chân bụng trong họ Cerithiopsidae, được tìm thấy ở các đại dương thuộc châu Âu. Nó được Monterosato mô tả năm 1874.